# Elena van Avalor
Elena van Avalor (Engels: Elena of Avalor) is een Amerikaanse animatieserie ontwikkeld door Disney Channel.
De serie ging in 2016 in première op Disney Channel België/Nederland. Het tweede seizoen volgde in 2018.

## Verhaal
De serie draait om de 16-jarige Latina prinses Elena die, na 41 jaar opgesloten te hebben gezeten in een magisch medaillon, haar rechtmatige plaats op de troon weer inneemt. Samen met haar vrienden probeert ze het rijk Avalor en haar tradities weer te laten opleven en vecht ze tegen vijanden.

## Rolverdeling

### Engelse stemmen[1]
- Elena van Avalor: Aimee Carrero
- Isabelle: Jenna Ortega
- Louisa: Julia Vera
- Francisco: Emiliano Díez
- Naomi: Jillian Rose Reed
- Gabe: Jorge Diaz
- Mateo: Joseph Haro
- Kanselier Esteban: Christian Lanz
- Skylar: Carlo Alazraqui
- Luna: Yvette Nicole Brown
- Migs: Chris Parnell
- Zuzo: Keith Ferguson
- Shuriki:
- Victor: Lou Diamond Phillips
- Carla:
- Armando: Joe Nunez
- Dona Paloma: Constance Marie
- Kaptein Turner: Rich Sommer
- Jiku: Lucas Grabeel

### Nederlandse/Vlaamse stemmen[1]
- Elena van Avalor: Shalisa van der Laan
- Isabelle: Kyana Pacis
- Louisa: Ine Kuhr
- Francisco: Rob van de Meeberg
- Naomi: Maja Van Honsté
- Gabe: Tim Saey
- Mateo: Andres Vercoutere
- Kanselier Esteban: Ad Knippels
- Skylar: Dimitri Verhoeven
- Luna: Gerdy Swennen
- Migs: Luc Verhoeven
- Zuzo: David Michiels
- Shuriki: Marloes van den Heuvel
- Victor: Frank Mercelis
- Carla: Cathy Petit
- Armando: Bob Selderslaghs
- Dona Paloma: Jannemien Cnossen
- Kaptein Turner: Luc Verhoeven
- Ash: